# Australobolbus distropis
Australobolbus distropis är en skalbaggsart som beskrevs av Henry Fuller Howden 1992. Australobolbus distropis ingår i släktet Australobolbus och familjen Bolboceratidae. Inga underarter finns listade.